# 聖盧西亞區 (盧卡納斯省)
14°41′38″S 74°07′27″W / 14.69389°S 74.12417°W
聖盧西亞區（西班牙語：Distrito de Santa Lucía），是秘魯的一個區，位於該國中南部阿亞庫喬大區的盧卡納斯省，面積1,019.1平方公里，海拔高度2,343米，2005年人口1,321，人口密度每平方公里1.3人。